# Kyoko Karasuma Y-Files
Kyoko Karasuma Y-Files (烏丸響子の事件簿?, Karasuma Kyoko no jikenbo) è un manga scritto da Ōji Hiroi e disegnato da Yusuke Kozaki pubblicato dalla Gentosha, prima sulla rivista BStreet come antologia nel 2002 e poi su Comic Birz, a cadenza mensile dal 2003 al 29 febbraio 2012.

## Trama
La storia è ambientata in un futuro prossimo, nel quale gli oni vivono tra gli umani nascondendo la propria esistenza. Un tempo erano venerati dagli uomini come divinità, ma ora vivono nell'ombra, in miseria rispetto al passato, e nessuno sa della loro esistenza, tranne poche persone ed una sezione speciale della polizia.
Ma gli oni sono stanchi di rimanere inermi, ed ambientandosi lentamente nella società degli umani, diventando capi di potenti aziende o importanti politici, acquisiscono sempre più potere, fino a quando decidono di rompere un patto millenario stipulato con gli uomini, e dichiarare guerra a coloro che un tempo li veneravano.

## Volumi
| Nº | Data di prima pubblicazione | Data di prima pubblicazione | Data di prima pubblicazione | Data di prima pubblicazione |
| Nº | Giapponese                  | Giapponese                  | Italiano                    | Italiano                    |
| -- | --------------------------- | --------------------------- | --------------------------- | --------------------------- |
| 1  | 24 settembre 2003           | ISBN 978-4-344-80286-5      | 28 maggio 2011              | ISBN 978-88-7471-365-3      |
| 2  | 24 agosto 2004              | ISBN 978-4-344-80441-8      | 24 luglio 2011              | ISBN 978-88-7471-377-6      |
| 3  | 24 aprile 2005              | ISBN 978-4-344-80548-4      | 10 settembre 2011           | ISBN 978-88-7471-378-3      |
| 4  | 24 gennaio 2006             | ISBN 978-4-344-80674-0      | 15 ottobre 2011             | ISBN 978-88-7471-379-0      |
| 5  | 22 dicembre 2006            | ISBN 978-4-344-80883-6      | —                           | —                           |
| 6  | 22 dicembre 2007            | ISBN 978-4-344-81162-1      | —                           | —                           |
| 7  | 24 dicembre 2008            | ISBN 978-4-344-81504-9      | —                           | —                           |
| 8  | 24 dicembre 2009            | ISBN 978-4-344-81799-9      | —                           | —                           |
| 9  | 24 dicembre 2010            | ISBN 978-4-344-82106-4      | —                           | —                           |
| 10 | 30 marzo 2012               | ISBN 978-4-344-82462-1      | —                           | —                           |